# Velký Rybník (Hroznětín)
Velký Rybník (německy Großen Teich) je velká vesnice, část města Hroznětín v okrese Karlovy Vary v Karlovarském kraji. Nachází se asi 2,5 kilometru jižně od Hroznětína. Vede jím železniční trať Karlovy Vary – Merklín. Velký Rybník leží v katastrálním území Hroznětín o výměře 11,52 km².

## Historie
První písemná zmínka o vesnici pochází z roku 1585. V roce 2006 zde zahájil činnost minipivovar s názvem Velkorybnický Hastrman.

## Obyvatelstvo
Při sčítání lidu v roce 1921 ve vsi žilo 66 obyvatel (z toho 33 mužů) německé národnosti a římskokatolického vyznání. Podle sčítání lidu z roku 1930 měla vesnice 68 obyvatel: jednoho Čechoslováka a 67 Němců. Všichni byli římskými katolíky.
| Rok            | 1869 | 1880 | 1890 | 1900 | 1910 | 1921 | 1930 | 1950 | 1961 | 1970 | 1980 | 1991 | 2001 | 2011 | 2021 |
| -------------- | ---- | ---- | ---- | ---- | ---- | ---- | ---- | ---- | ---- | ---- | ---- | ---- | ---- | ---- | ---- |
| Počet obyvatel | 51   | 44   | 53   | 62   | 74   | 66   | 68   | 43   | 48   | 36   | 34   | 26   | 68   | 220  | 351  |
| Počet domů     | 10   | 9    | 9    | 9    | 10   | 10   | 13   | 15   | 15   | 13   | 12   | 11   | 17   | 37   | 66   |

## Obecní správa
Při sčítání lidu v letech 1869–1921 Velký Rybník byl osadou obce Podlesí v okrese Karlovy Vary. V letech 1930–1950 byl osadou obce Sadov, se kterým patřil nejprve do okresu Karlovy Vary, ale v roce 1950 v okrese Karlovy Vary-okolí. Od roku 1960 je částí města Hroznětín v okrese Karlovy Vary.